# Интерлеукин 4
Интерлеукин 4 (ИЛ-4) је интерлеукин кога луче помоћнички Т2 лимфоцити и делује на Б лимфоците, мастоците, базофиле као и на Т2 помоћничке лимфоците (који га производе). Изазива пролиферацију Б лимфоцита (првобитно је назван фактор раста Б лимфоцита), индукује синтезу антитела Е класе код Б лимфоцита, диферентовање помоћничких Т лимфоцита у правцу помоћничких Т2 лимфоцита. Дејства овог интерлеукина на ћелије одбрамбеног система су супротна дејству интерферона γ, који појачава функцију макрофага и целуларног имунитета. На тај начин ИЛ-4 подстиче хуморални, а инхибише целуларни тип имуног одговора.

## Механизам дејства
Интерлеукин 4 делује тако што се везује за мембранске рецепторе лимфоцита (и других ћелија). Везивањем за рецепторе на недиферентованим (незрелим) помоћничким Т лимфоцитима усмерава њихову диференцијацију у помоћничке Т2 лимфоците, који су значајни за синтезу активацију Б лимфоцита и стварање антитела Е класе. Везивањем ИЛ-4 за поменуте рецепторе Т лимфоцита активише се СТАТ 6 сигнални пут који изазива диференцијацију помоћниких лимфоцита у помоћничке Т2 лимфоците. ИЛ-2 такође активише и други (поред СТАТ 6) сигнални пут-супстрат који одговара на инсулин (енгл. insulin response substrate-IRS2), што доводи до пролиферације (размножавања) лимфоцита. Интерлеукин 4 такође изазива производњу имуноглобулина Е код Б лимфоцита, који има улогу у борби против паразитарних инфекција, али и у настанку алергијских реакција (I тип хиперсензибилности).